# Cube blanc

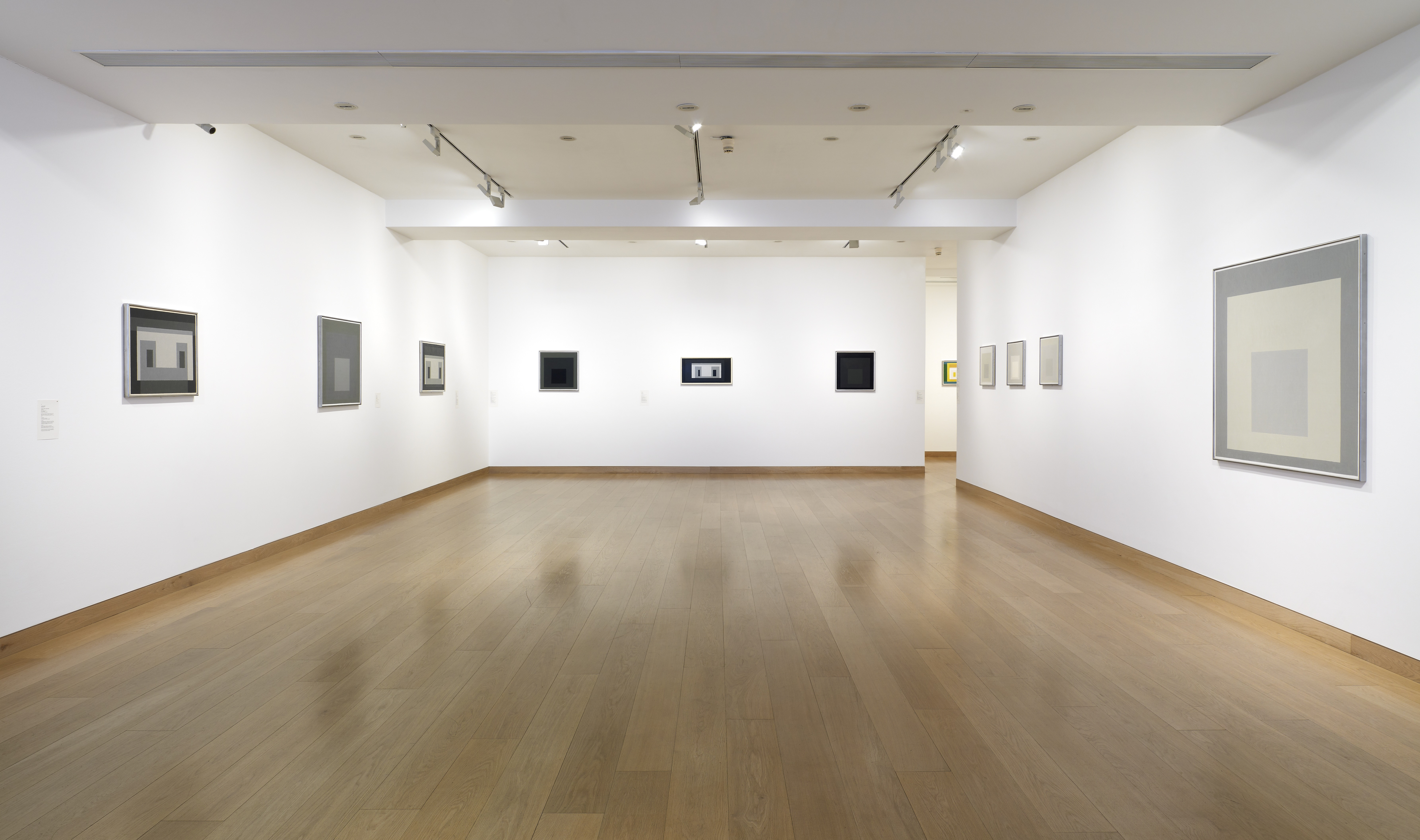
Exemple de cube blanc (Waddington Custot, Londres)

Le cube blanc, en anglais white cube, est, pour la muséologie, un type d'espace d'exposition qui a la forme d'une grande enceinte aux murs blancs, généralement refermée sur elle-même par l'absence de fenêtres. Apparu dans les années 1970, il vise, par sa propreté et sa neutralité, à supprimer tout contexte autour de l'art que l'on y montre. Il s'est depuis généralisé à tel point qu'il est aujourd'hui considéré par les galeries et les musées comme l'espace d'exposition par excellence, ce qui ne va pas sans susciter des critiques : en s'apparentant à un laboratoire aseptisé, il participerait à isoler et stériliser l'art contemporain.